# Okcitánština
Okcitánština (okcitánsky occitan nebo lenga d’òc, francouzsky occitan, langue d’oc), také zvaná provensálština, je románský jazyk, používaný v jižní třetině Francie (na jih od Loiry), v Okcitánských údolích na severu Itálie, v Monaku a ve Val d'Aran v Katalánsku (z politických důvodů pod názvem aranésština). Jediným územím, kde má okcitánština status úředního jazyka, je španělské autonomní společenství Katalánsko; francouzská ústava oproti tomu stanovuje jako jediný úřední jazyk francouzštinu.

## Název a dialekty
Název jazyka pochází ze slova oc, středověkého okcitánského výrazu pro ano; obdobně tehdejší severní francouzštině se říkalo langue d'oïl (z oïl se vyvinulo dnešní francouzské oui). Slovo òc pochází z latinského hoc, zatímco oïl pocházelo z latinského hoc ille. Paralelně se vytvořil název území Occitània, který má ovšem kořeny ve starořímském názvu provincie Aquitània.
Používání názvu okcitánština není ustálené. Někteří autoři ji považují za skupinu samostatných jazyků, zahrnující:
- Alverňština (Auvernhat)
- Gaskonština (Gascon)
- Lemosínština (Lemosin)
- Langedokština (Lengadocian)
- Provensálština (Provençau)
- Alpská provensálština (Vivaroaupenc)
- Šuadit neboli židovská provensálština (od roku 1977 považována za vymřelou)

Béarnais a aranésština se považují za varianty gaskonštiny.
Mnozí lingvisté a téměř všichni okcitánští spisovatelé s dělením okcitánštiny na výše uvedené jazyky nesouhlasí a domnívají se, že Limousin, Auvergnat, Gascon, Languedocien, Provençal i Alpská provensálština jsou dialekty jediného jazyka.
Navzdory rozdílům mezi jednotlivými dialekty (nebo jazyky) si většina mluvčích různých dialektů navzájem rozumí. Totéž platí i mezi okcitánštinou a katalánštinou a někteří lingvisté považují okcitánštinu a katalánštinu za větve jednoho jazyka.
Ve Francii se pojem okcitánština používá pro všechny dialekty, zatímco provensálština jen pro jihovýchodní část.
V okcitánštině existuje literatura, neexistuje však jednotná spisovná norma. Nejslavnější okcitánský spisovatel, nositel Nobelovy ceny Frédéric Mistral, psal provensálským dialektem.
Okcitánština byla nástrojem první poezie trubadúrů ve středověké Evropě. Postupným rozšiřováním francouzské královské moci na její území ztrácela od 14. století na významu. Její největší úpadek nastal v období Francouzské revoluce, která v různosti jazyků spatřovala ohrožení a volala po jednotné Francii s jednotnou francouzštinou.
Ještě v první polovině 20. století byla okcitánština každodenním jazykem většiny venkovského obyvatelstva na jihu země, avšak ve formálnějším a úředním styku byla postupně vytlačována francouzštinou. Dnešní odhady počtu mluvčích se pohybují od půl do několika miliónů, ale míra zvládnutí a používání jazyka je u nich různá a většinou jde o starší generaci. Objevuje se nicméně snaha o jakési národní obrození. Jedním z jejích plodů jsou tzv. Calandretas, okcitánské mateřské školky, které vracejí znalost jazyka dětem.

## Srovnání sostatními románskými jazyky
- Na rozdíl od francouzštiny se zachovalo přízvučné A z latiny (latinsky mare, okcitánsky mar, francouzsky mer).
- Stejně jako ve francouzštině se latinské U změnilo na [y] a posunuly se zadové samohlásky U>y, o>u, O>o.
- V gaskonštině se počáteční latinské F změnilo na přídechové [h] (latinsky filiu, gaskoňsko-okcitánsky hilh), podobně jako ve středověké španělštině (gaskoňština i španělština byly pod baskickým vlivem).
- Okcitánština sdílí některé další hláskové změny s jinými západorománskými jazyky, zejména s katalánštinou.

## Příklady

### Číslovky
| Okcitánsky | Česky |
| un         | jeden |
| dos        | dva   |
| tres       | tři   |
| quatre     | čtyři |
| cinc       | pět   |
| sièis      | šest  |
| sèt        | sedm  |
| uèch       | osm   |
| nòu        | devět |
| dètz       | deset |

## Příklad textu
Jedna z nejznámějších pasáží okcitánského textu v západní literatuře se objevuje ve 26. zpěvu Danteho Očistce (součást Božské komedie), ve kterém trubadúr Arnaut Daniel odpovídá vypravěči:
| «Tan m'abellis vostre cortes deman, qu'ieu no me puesc ni voill a vos cobrire. Ieu sui Arnaut, que plor e vau cantan; consiros vei la passada folor, e vei jausen lo joi qu'esper, denan. Ara vos prec, per aquella valor que vos guida al som de l'escalina, sovenha vos a temps de ma dolor» | Jak mě těší tvá dvorná prosba, nemohu a nebudu se skrývat před tebou. Jsem Arnaut, který pláče a chce zpívat; s lítostí shlížím na pošetilost minulosti, a s radostí na očekávaný den přede mnou. Proto tě zapřísahám, silou té moci, která tě přivede na vrchol schodů, hleď ať zmírníš mé utrpení! |

## Vzorový text
Otčenáš (modlitba Páně):
Paire Nòstre que siès dins lo cèl,
Que Ton nom se sanctifique,
Que Ton rènhe nos avènga,
Que Ta volontat se faga
Sus la tèrra coma dins lo cèl.
Dona-nos uèi
nòstre pan de cada jorn,
Perdona-nos nòstres deutes
Coma nosautres perdonan
A nòstres debitors,
E fai que que tombèm,
pas dins la temptacion
Mas deliura-nos del mal. Atal siá!

### Všeobecná deklarace lidských práv
| okcitánsky | Totos los èstres umans naisson liures e egals en dignitat e en dreches. Son dotats de rason e de cociéncia, e cal qu'agigan los unes amb los autres amb un esperit de fraternitat. |
| česky      | Všichni lidé se rodí svobodní a sobě rovní co do důstojnosti a práv. Jsou nadáni rozumem a svědomím a mají spolu jednat v duchu bratrství.                                         |